# Taïnos
Pour les articles homonymes, voir Taino.
 (août 2023).

Carte des différents groupes Tainos avant les découvertes de Christophe Colomb

Groupes taïnos

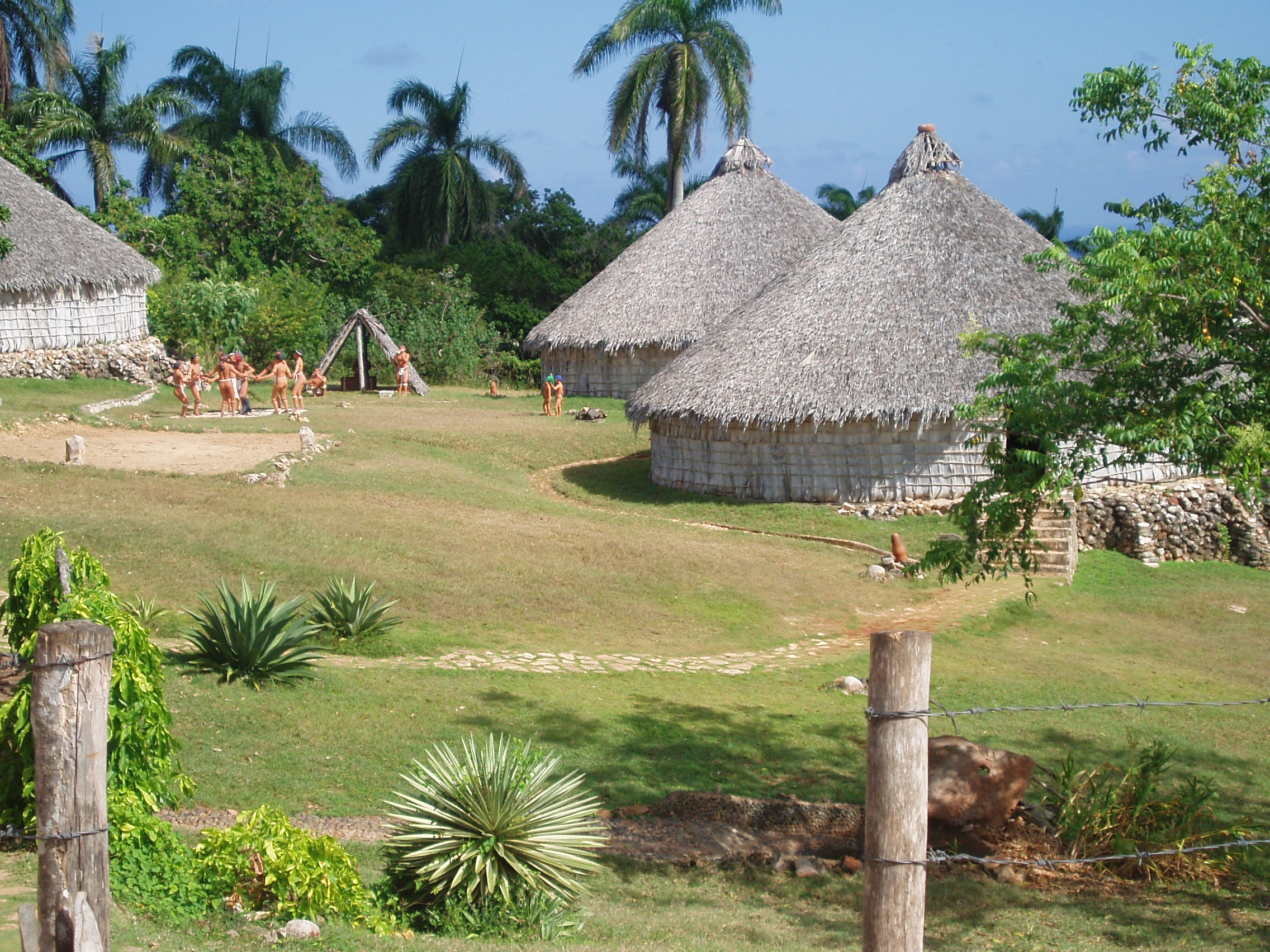
Reconstitution d'un village taïno à Cuba.

Les Taïnos, ou Tainos, sont une ethnie autochtone des Antilles issue de la tribu mère des Arawaks, qui occupait les Grandes Antilles lors de l'arrivée des Européens au XVe siècle. Malgré leur quasi-disparition au XVIe siècle, plus de la moitié de la population antillaise, plus particulièrement des Cubains, Haïtiens, Portoricains et Dominicains, ont des origines partiellement taïnos.

## Origine
L'origine des Taïnos est controversée. Leur langue est d'origine arawak mais en analysant leur symbolique et leur mythologie, leur culture semble liée aux Mayas du Yucatán, du Guatemala et d'autres régions adjacentes. Rodolfo R. Schuller (es) dans El huracán; dios de la tormenta, y el Popol-Vuh (« L'Ouragan, dieux de la tourmente et le Popol Vuh »), signale de nombreux parallèles avec les traditions mayas. La parenté de traits de la mythologie taïno avec celle des Mayas inclut l'idée fondamentale de la dualité des démiurges : Yocahú, le père et Guabancex, la mère serpent, dont l'accouplement préside le cycle solaire.
Une étude de 2001 fondée sur l'analyse de l'ADN mitochondrial (donc issu de la lignée féminine) d'un échantillon de population portoricaine tend à accréditer une autre hypothèse selon laquelle la population actuelle des Caraïbes, héritière des Taïnos par les femmes, serait issue en grande partie des territoires actuellement peuplés par les Yanomamis dont elle serait cousine. Selon les auteurs, le résultat de l'analyse génétique est confirmé par des considérations linguistiques et archéologiques. On sait effectivement que des groupes, tels les Kalinago/Caraïbes qui ont donné son nom à la région, sont remontés d'Amérique du Sud dans les Caraïbes.

## Différenciation
Au cours de leurs migrations dans les Caraïbes, les Taino se sont différenciés en plusieurs groupes : les Taino Lucayan (aux actuelles Bahamas), les Taino occidentaux (à Cuba, avec à l'ouest le peuple Guanajatabey), les Taino centraux (à Hispaniola et Porto Rico) et les Taino orientaux, dans les petites Antilles.

## Société
La société taïno se divisait en trois classes sociales distinctes :
- les Naborias ou villageois travaillant la terre ;
- les Nitaínos considérés comme les nobles des tribus ;
- les Bohiques, chamans ou prêtres qui représentaient les croyances religieuses et le Cacique connu aussi sous le nom de « Guare », chef de la tribu ou « Yucayeque ». De plus, il existait un chef suprême auquel les Caciques devaient verser un tribut.

### Caciques taïnos
Les Taïnos dénomment « cacique » le chef d'une unité territoriale dont le pouvoir se limitait à un yucayeque, un hameau, une vallée, etc.
Les Taïnos étaient divisés en un grand nombre de cacicazgos (« zone d'un cacique ») de dimension inégale, parfois tributaires d'autres cacicazgos. Le chroniqueur Fernández de Oviedo relate qu'à Hispaniola se trouvaient cinq grands caciques en dessous desquels gouvernaient d'autres caciques de moindre importance. Par exemple, les caciques les plus importants de l'île de Porto Rico à l'époque de l'arrivée des conquistadors (avec leurs zones de pouvoir respectives) sont :
- Agüeybaná et Guaybaná (Guánica), deux des plus puissants de l'île
- Aramaná (rives du río Toa)
- Arasibo (Arecibo)
- Cacimar (Vieques)
- Caguas (Caguas)
- Canóbana (zone du río Grande de Loíza)
- Daguao (Ceiba)
- Guacabo (Manatí)
- Guacanari
- Guaraca (zone du río Guayanés)
- Guarionex (Utuado)
- Guayama (Guamaní)
- Hatuey, Jumacao (Humacao)
- Jayuya (Jayuya)
- Luisa (Loíza)
- Luquillo (Luquillo)
- Mabó (Guaynabo)
- Mabodomaca (Guajataca)
- Majagua (Bayamón)
- Maricao et Mayagüez)
- Mayagoex (Mayagüez)
- Orocovis (Orocovis)
- Urayoán (Añasco)

### Vie quotidienne
Les peuples étaient organisés dans les clairières de la forêt, à l'intérieur des terres, avec deux types d'habitats : le bohío, circulaire, habitat commun des habitants du yucayeque, et le caney, plus grand et rectangulaire où habitait le cacique avec sa famille. Ces habitations étaient construites avec des feuilles de hinea (qui se ramasse dans les rivières et les fleuves), et du bois.
Pour dormir ils utilisaient des hamacs (ce mot est d'origine taina) tissés avec du coton. Les habits des Taïnos étaient simples, en partie du fait du climat peu rigoureux. Les Espagnols trouvèrent les hommes couverts avec un simple taparrabos (cache-sexe), et les femmes mariées avec un pagne de paille, de coton ou de feuilles nommées naguas. Les femmes célibataires vivaient nues.
Les chefs « caciques » disposaient d'un mobilier spécifique : le duho, un fauteuil en bois sculpté faisant apparaître leur bandeau clanique sur le dossier. Sur la photo ci-jointe apparaissent également des repères genrés : « la tortue », symbole féminin, désignant un objet appartenant à une cacique. « Les becs d'inriris entrecroisés », symbole masculin, désignant un objet appartenant à un cacique.
Les chamanes ou bohique ou encore bohiti avaient obligation de pratiquer le jeûne et l'abstinence avant toute cérémonie de divination. Ils disposaient pour se purger d'une boisson fermentée et de spatules vomitoires également marquées du bandeau de leur clan.

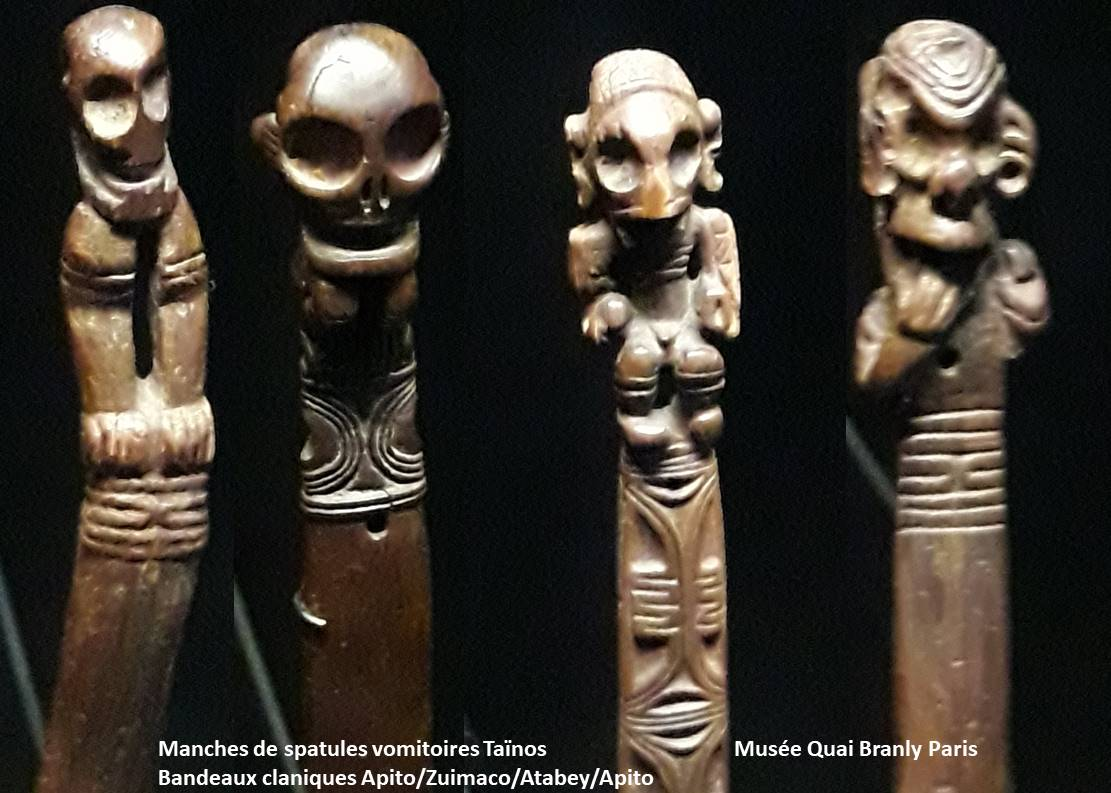
Au musée du Quai Branly - Jacques-Chirac,
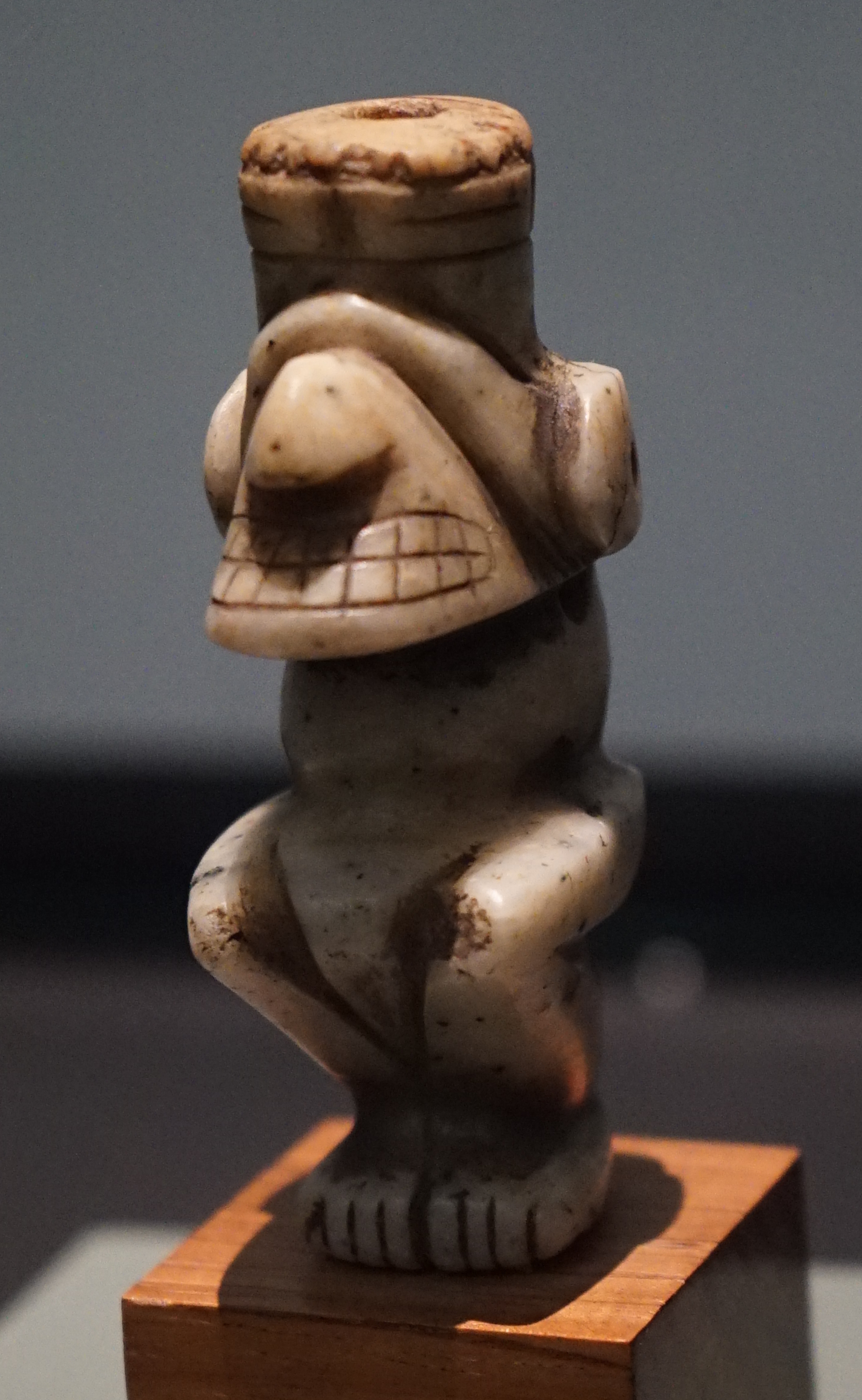
amulette, musée de Châlons
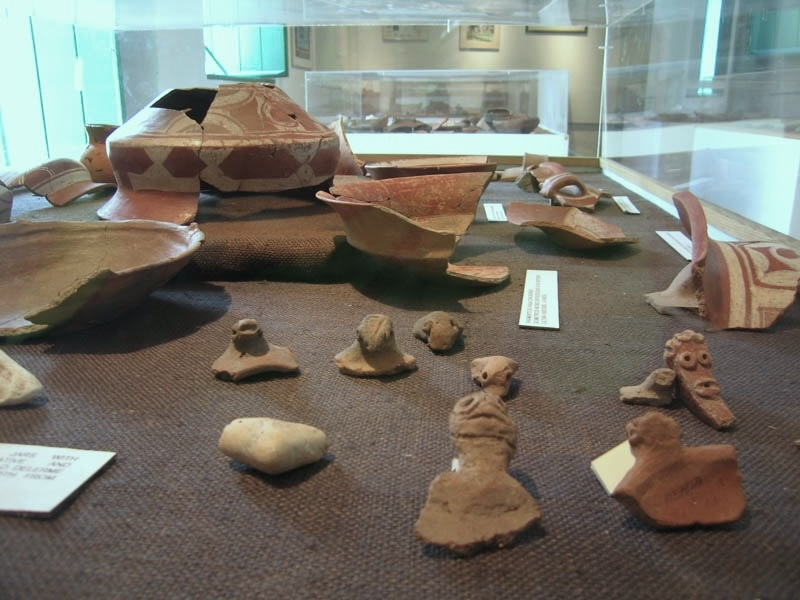
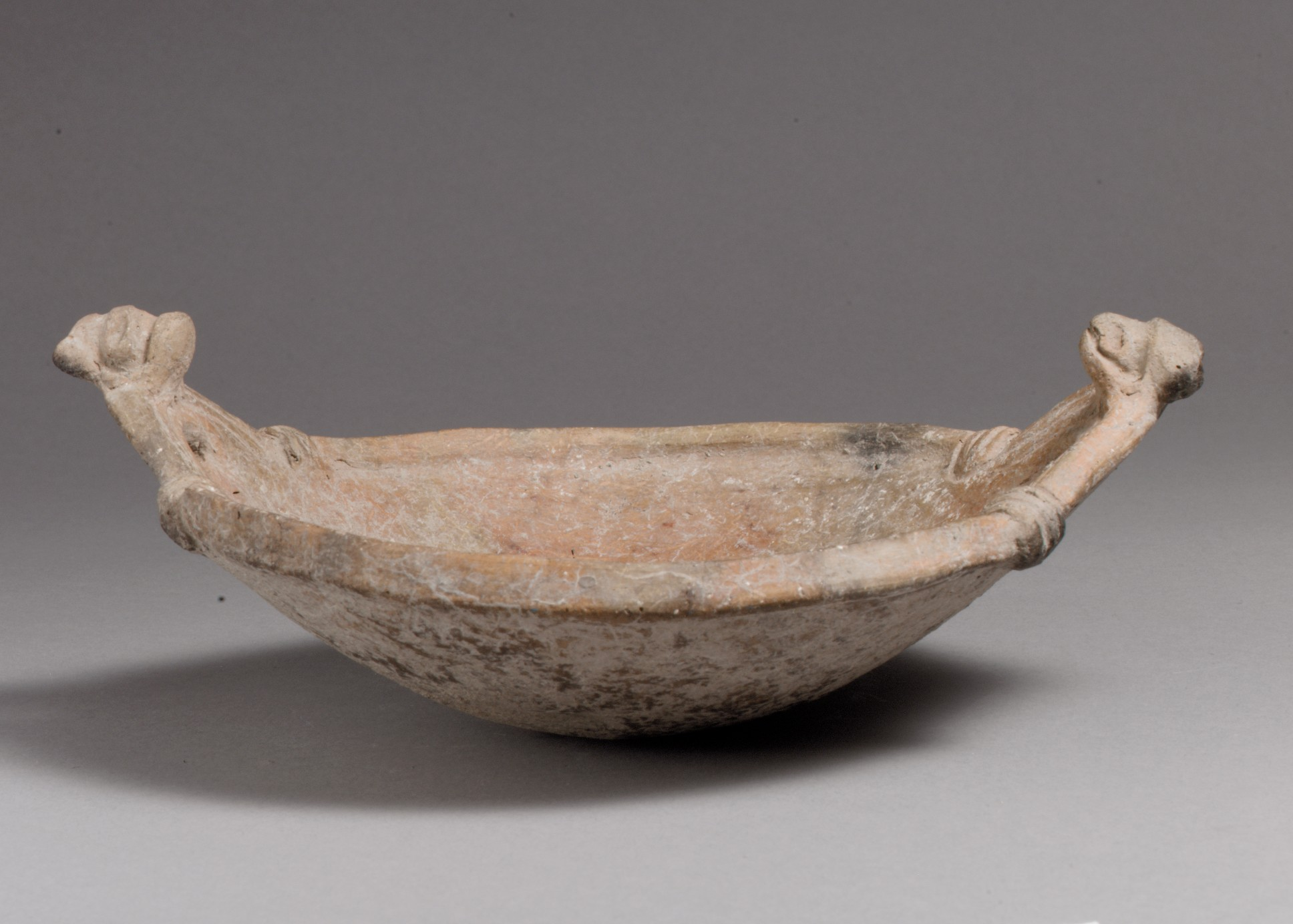
bol au Metropolitan Museum of Art.

Les deux sexes s'appliquaient de la peinture corporelle noire, blanche, rouge et jaune. Ils décoraient leur corps de tatouages religieux pour se protéger des mauvais esprits, et ornaient leurs oreilles et lèvres avec de l'or, de l'argent, des pierres, os ou coquillages. Ils confectionnaient entre autres des paniers, des poteries en céramique, ils sculptaient le bois, fabriquaient des filets et travaillaient l'or, abondant dans les cours d'eau de Porto Rico. Les Espagnols récoltèrent plus de dix tonnes d'or en épuisant les réserves de l'île et en spoliant les quelques objets d'intérêt que contenaient les meubles des caciques.

### Polygynie
(octobre 2018).
- Si vous ne connaissez pas le sujet, laissez ce bandeau (vous pouvez alors contacter les auteurs).
- Si vous supprimez le contenu mis en cause (vous pouvez préalablement contacter les auteurs),

argumentez précisément cette suppression dans la page de discussion
(un manque de référence n'est pas un argument ; une recherche réelle de référence doit avoir été effectuée, être formellement documentée).
Les caciques pratiquaient la polygynie, peu fréquente parmi le commun du peuple. Cette pratique pouvait se justifier parce que ne pas avoir d'enfants (ou de fils) était une honte chez les Taïnos. La relative richesse des caciques et leur statut permettaient à ceux-ci d'avoir plusieurs épouses et enfants. Enfin, on peut citer comme explication les guerres constantes contre les Caraïbes qui diminuaient le nombre d'hommes disponibles.
Les caciques taïnos reçurent pacifiquement les conquistadors, en les considérant, à l'instar de tant d'autres peuples des Amériques, comme des dieux venus du ciel.
Cependant, à la suite des mauvais traitements qu'ils reçurent des nouveaux arrivants, les caciques organisèrent leurs forces et rejetèrent leurs agresseurs qui avaient pour but de les asservir. Les armes modernes des conquistadors (arquebuses, arbalètes, canons), leurs plastrons et armures, furent les clefs d'une lutte inégale qui mena à la défaite des caciques taïnos.[réf. nécessaire]

## Religion

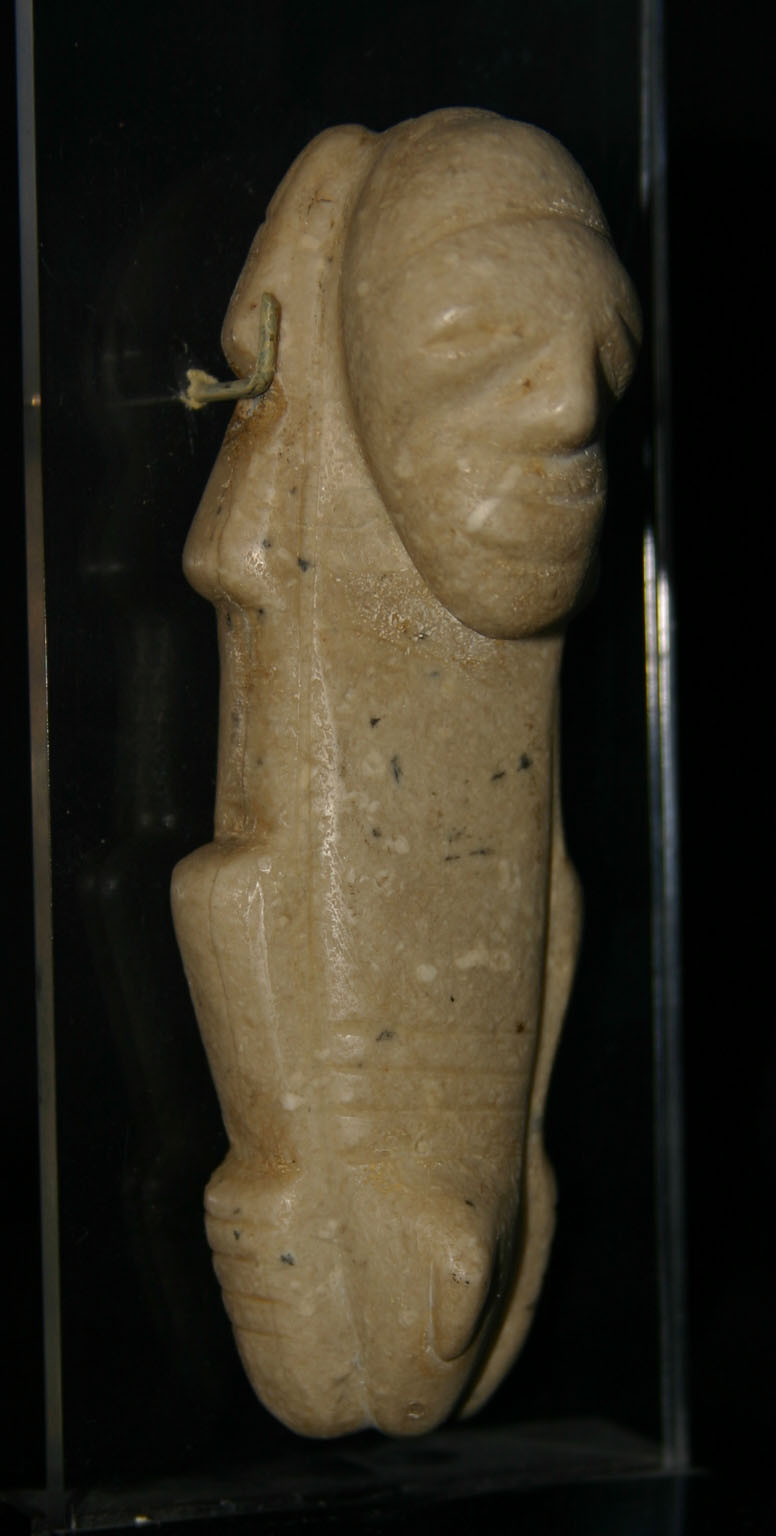
Cémi, ou zémi (Lombards Museum).

### Mythologie
Les Taïnos croyaient en deux dieux : celui du bien (Yukiyú (en)) et celui du mal (Juracán).
Le monde taïno était divisé en quatre parties et un centre que gouvernaient respectivement le soleil et son jumeau Guatauba, tous deux fils du Dieu Yocahú, créateur des montagnes et du feu. Coastrique, jumeau nocturne de la mort, gouvernait les trombes d'eau, faisant apparaître le mythe du déluge dû à l'influence continentale.
Dans la structure politico-sociale, de caractère théocratique et guerrier, le cacique et le bohique représentent les pouvoirs surnaturels du dieu de la nuit. Le mot cacique, par exemple, contient la syllabe ca de cauni, or car le cacique représentait le pouvoir solaire du dieu du feu ; bohique tient ses origines de boa, coa ou toa, et de la maison rectangulaire, le bohio, associée à la moitié serpent de la tribu, en son ordre relevant du principe de dualité. Il semble être avéré que le cycle mythologique du Popol Vuh exerça une forte influence aux Antilles.
Cependant, le trait le plus caractéristique de la mythologie taïno était de comparer les esprits aux hommes, animaux, plantes et aux êtres inanimés. Cet animisme conférait au chaman (behiques) de grands pouvoirs du fait qu'il était le seul être capable de dominer les esprits (et d'administrer toute une pharmacopée). À cette fin, il confectionnait des idoles en coton, pierre, os, coquillages, etc., qui recevaient le nom de cemies. Les cemíes possédaient des pouvoirs sur l'Homme en ce qu'ils contenaient les esprits régissant les activités humaines. En 1907, Fewkes étudia les idoles tainas et aboutit à la conclusion suivante : les Taïnos croyaient en deux êtres surnaturels appelés cemies qui étaient les géniteurs des autres. Ces deux pères créateurs étaient symbolisés par des idoles en pierre, en bois ou en argile, auxquelles ils adressaient leurs prières, et en présence desquelles ils célébraient les rites visant à implorer l'abondance de fruits et le bonheur de l'espèce humaine. Un groupe de ces êtres surnaturels, los cemies, représentaient les ancêtres du clan. Le culte de ces idoles était soumis aux familles et leurs images étaient gardées dans la maison-temple du cacique.
Ramón Pané (es), moine qui entre 1494 et 1498 vécut parmi les Taïnos de Saint-Domingue, interprète la religion des Taïnos à travers ses propres croyances : Yukiyú (le père créateur) vit au ciel, c'est un être immortel que personne ne peut voir, et bien qu'il ait une mère, il n'y a pas de début à son existence. Sa mère, déesse existant depuis toujours également, possède différents noms : Atabey (en), Atabex, Yermaoguacar, Apito et Zuimaco. Quand Oviedo parle du couple divin, il déclare : « Le cemi est le seigneur du monde, du ciel et de la terre. Yocahú est la divinité suprême, fils et grand-père mythique, invisible et intangible comme le feu, comme le vent, le soleil et la lune ». Dans les musées de Porto Rico et de Saint-Domingue, on peut admirer une grande quantité de ces idoles, les cemíes, dont la forme a suscité parmi les ufologues les croyances et spéculations les plus folles.

### Pétroglyphes
Les Tainos utilisaient un système de pictogrammes sacrés dans les pétroglyphes illustrant leurs grottes. On en retrouve par exemple dans la vallée de Viñales dans l'ouest de Cuba (grotte des Pétroglyphes (Caverna de los Petroglifos), grotte de Mesa (Cueva de Mesa)). Des pictogrammes Cemí ont aussi été trouvés sur des objets usuels, tels des poteries et des tatouages.

## Influences culturelles croisées des Taïnos
Si l'origine des populations Taïnos est sud-américaine (bassin de l'Orénoque), leurs pratiques culturelles étaient beaucoup plus empreintes de l'influence maya (nord de l'Amérique centrale). Sur toutes les grandes Antilles les archéologues ont découvert des terrains de pelote. Les Taïnos la pratiquaient vraisemblablement avec la même ferveur rituelle. Ils en connaissaient parfaitement la signification symbolique. Le terrain de pelote se dit "Batu". La balle se dit "Mayagüey" ce qui signifie le soleil maya. Symboliquement, les deux équipes reproduisent la lutte entre les dieux du ciel et de la terre pour la possession du soleil. Ce mythe correspond à l'aventure des jumeaux héroïques décrite dans le Popol Vuh : le livre sacré du peuple maya K'iche'. L'organisation politique en castes dominantes et laborieuses se calque également sur l'organisation quadripartite de la société maya classique.
Le découpage territorial de l'île de Saint-Domingue en cinq royaumes dont quatre royaumes cardinaux est le suivant :
- le Higüey à l'est (« Esprit du soleil » en taïno) ;
- le Marién à l'ouest ;
- le Magua au nord ;
- le Xaragua au sud (« Le grand lac », c'est-à-dire le lac Enriquillo) ;
- le Maguana :  État en apanage à la puissance dominante de l'île . Cela pourrait expliquer pourquoi "Caonabo", roi de ce dernier Etat,  pouvait se déplacer librement avec son armée sur toute l'ile au mépris du pouvoir de tous ses voisins.

Lors du premier voyage de Christophe Colomb, Caonabo, fâché de l'accueil que lui ont accordé les deux rois de l'Ouest "Guacanagari" et du Nord "Garioneix", vient jusque dans la baie de Samaná au cœur de l'État du Magua pour attaquer les caravelles espagnoles. Plus tard, après le retour des navires en Europe, il organise une incursion au Marién pour y détruire le fort La Navidad et en exterminer les trente-neuf marins restés sur l'île. Ces évènements supposent qu'il dispose d'un système d'information sur tout ce qui se passe sur l'île. Son royaume n'a de débouché maritime que sur la côte sud. Il ne peut pas donc avoir vu passer les bateaux espagnols qui se sont contentés de longer la côte nord d'ouest en est. Enfin, il circule dans les deux royaumes du Nord sans rencontrer d'opposition de la part de leurs deux rois Guacanagari et Garioneix, ce qui suppose un lien de vassalité. On sait par ailleurs que Caonabo entretient également des rapports politiques étroits avec les deux derniers royaumes de l'île puisqu'il est marié avec la sœur du roi de Xaragua (le roi Bohéchio) et dispose aussi de liens matrimoniaux avec la cour du Higüey. 
Cette structure politique en étoile à quatre branches orientées selon les points cardinaux est également celle de l'empire Itzá. Les Taïnos ont également adopté le culte de la déesse Ixchel, déesse maya de la lune dont le sanctuaire se situe sur l'île de Cozumel. Ainsi elle dispose indifféremment de deux noms. Son nom taïno est Yokahuma (Huma=lune).

## Économie

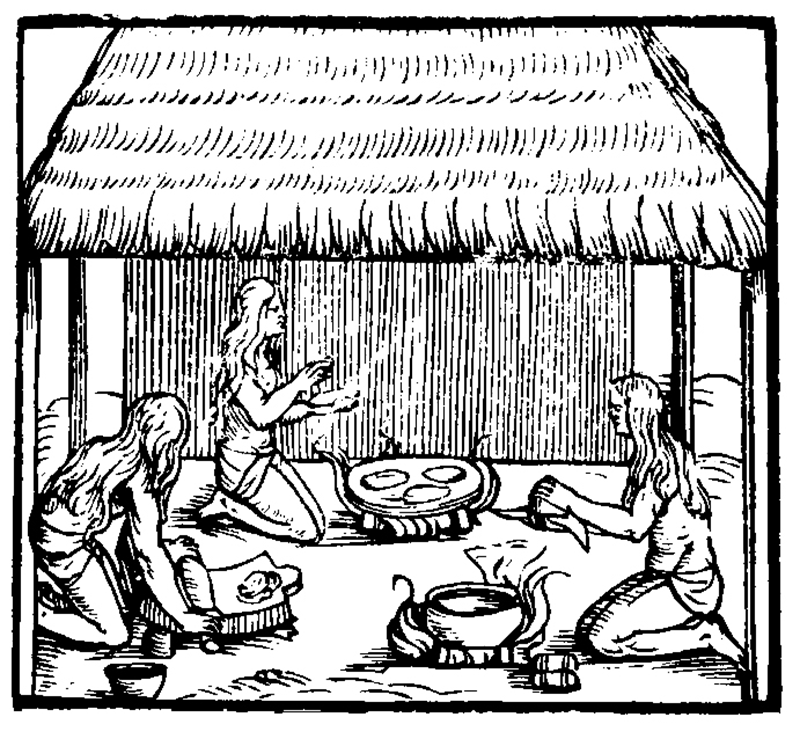
Femmes préparant le pain de cassave

Les Taïnos ignoraient les notions de propriété privée et d'État.
La principale activité économique des Taïnos était l'agriculture, pour laquelle ils effectuaient des semailles qu'ils appelaient conucos. Ils cultivaient les variétés douces et amères du manioc, pour lequel ils utilisaient de l'engrais et un système d'irrigation, parmi les autres cultures importantes dans la vie des Taïnos : la pomme de terre, le maïs, la cacahuète, le piment, l'ananas, la patate douce, le coton et le tabac.
Ils chassaient de petits rongeurs, des iguanes, quelques variétés d'oiseaux et de serpents, ils pêchaient à l'hameçon, aux filets, ou avec du poison, etc.
Ils fabriquaient divers types d’objets tel le hamac qu'ils appelaient coy. Ils faisaient fermenter le manioc dans le but d'obtenir une boisson enivrante appelée uicù et le cazabe, sorte de pain ou galette circulaire de manioc cuite au soleil, qui était consommée quotidiennement (et qui est d'ailleurs toujours fabriquée dans la région caribéenne, notamment en République dominicaine, Haïti, Guadeloupe et Martinique. Dans ces trois dernières, cette galette se nomme kassav).

## Occupations

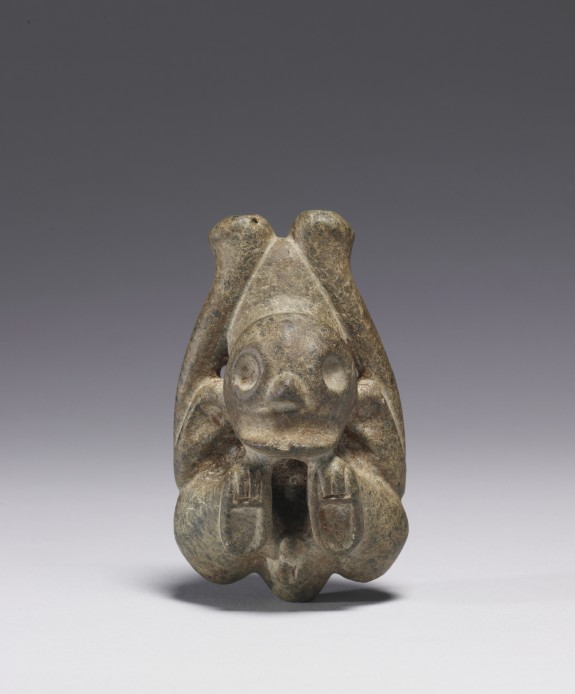
Inhalateur de cohoba

Ils se distrayaient de diverses manières : danse, musique et jeu de pelote. Ce dernier appelé batu se jouait dans les batey. Le jeu éveilla l'intérêt des colonisateurs espagnols : la pelote utilisée était rebondissante, puisque faite de caoutchouc (ainsi que de résine et de feuilles), matière alors inconnue en Europe. Les deux équipes comptaient jusqu'à trente personnes (hommes et femmes), le but du jeu étant de garder la balle en l'air à l'aide des épaules; des coudes, des hanches et de n'importe quelle autre partie du corps à l'exception des mains.
Les principaux rituels mettaient en scène des danses sacrées appelées areytos accompagnées de divers instruments, principalement du tambour. Le tabac était une des plantes les plus utilisées [lors de ces rituels]. L'arbre de cohoba était utilisé au cours d'une cérémonie religieuse, « le rituel de la cohoba », où le cacique, le bohique et les nitaìnos entraient en contact avec les esprits.

## Polémique
La situation précoloniale des Caraïbes reste un objet d'étude mal connu. Cette situation est d'autant plus difficile à connaître précisément qu'elle était vraisemblablement en cours de mutation lors de l'arrivée des Européens avec l'extension progressive des territoires Caraïbes. Les populations amérindiennes des Caraïbes sont particulièrement étudiées dans les universités de San Juan et de New York, et plusieurs découvertes récentes ont remis en cause les théories traditionnelles.
Plusieurs auteurs remettent en question l'arbitraire des séparations entre les différentes ethnies. Ainsi, les Taïnos peuvent être considérés comme des Arawaks car ils parlaient une langue arawakienne. Cette affiliation aux populations du nord de l'Amérique du Sud est confortée par les outils et les céramiques associées à des sépultures découvertes dans la grotte du Prédicateur (Preacher's Cave) dans l'île d'Eleuthera, aux Bahamas, ainsi que par l'étude génétique des squelettes, vieux d'environ 1 000 ans.

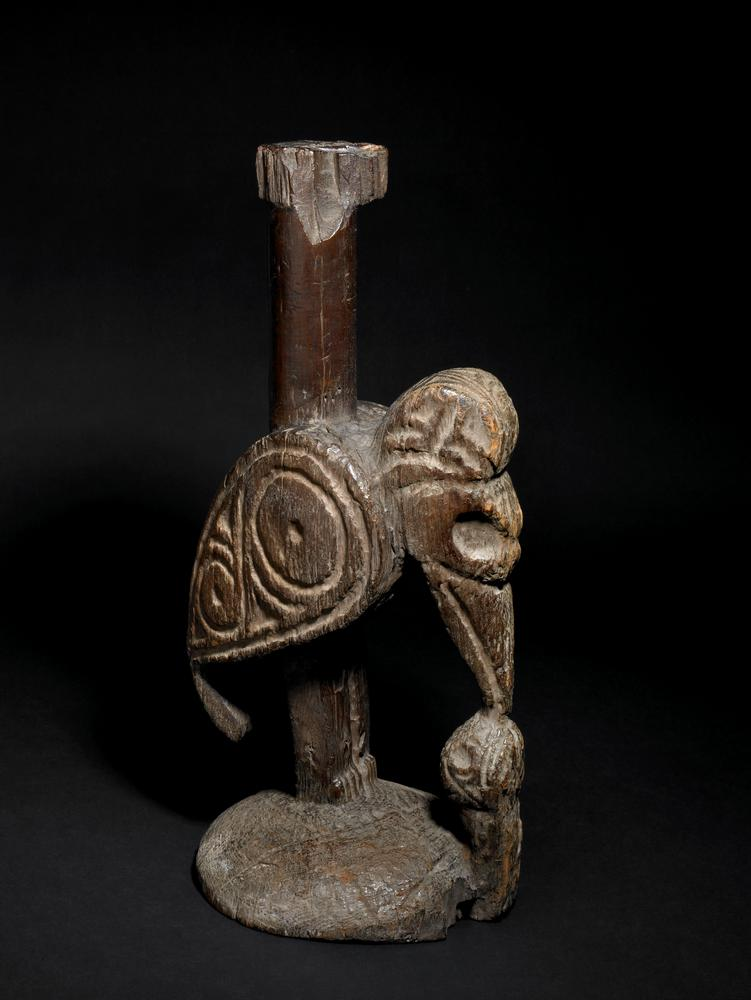
Mythe de l'oiseau et de la tortue, pied de plateau
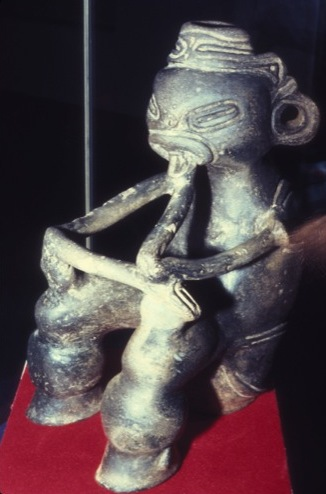
Figurine
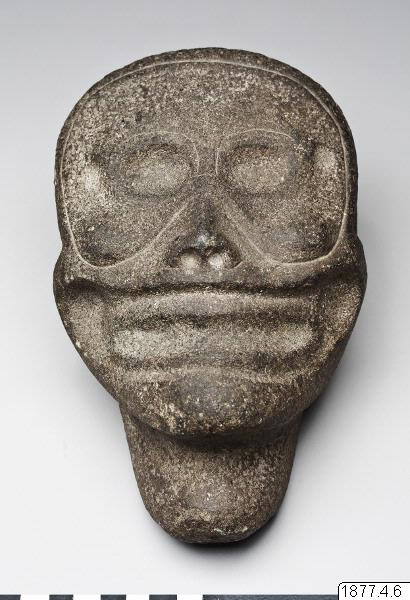
Zemi
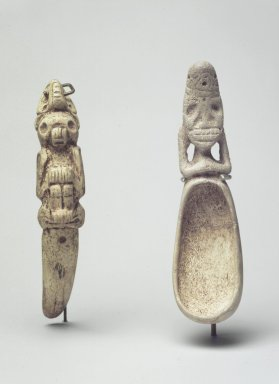
Spatule et cuillère
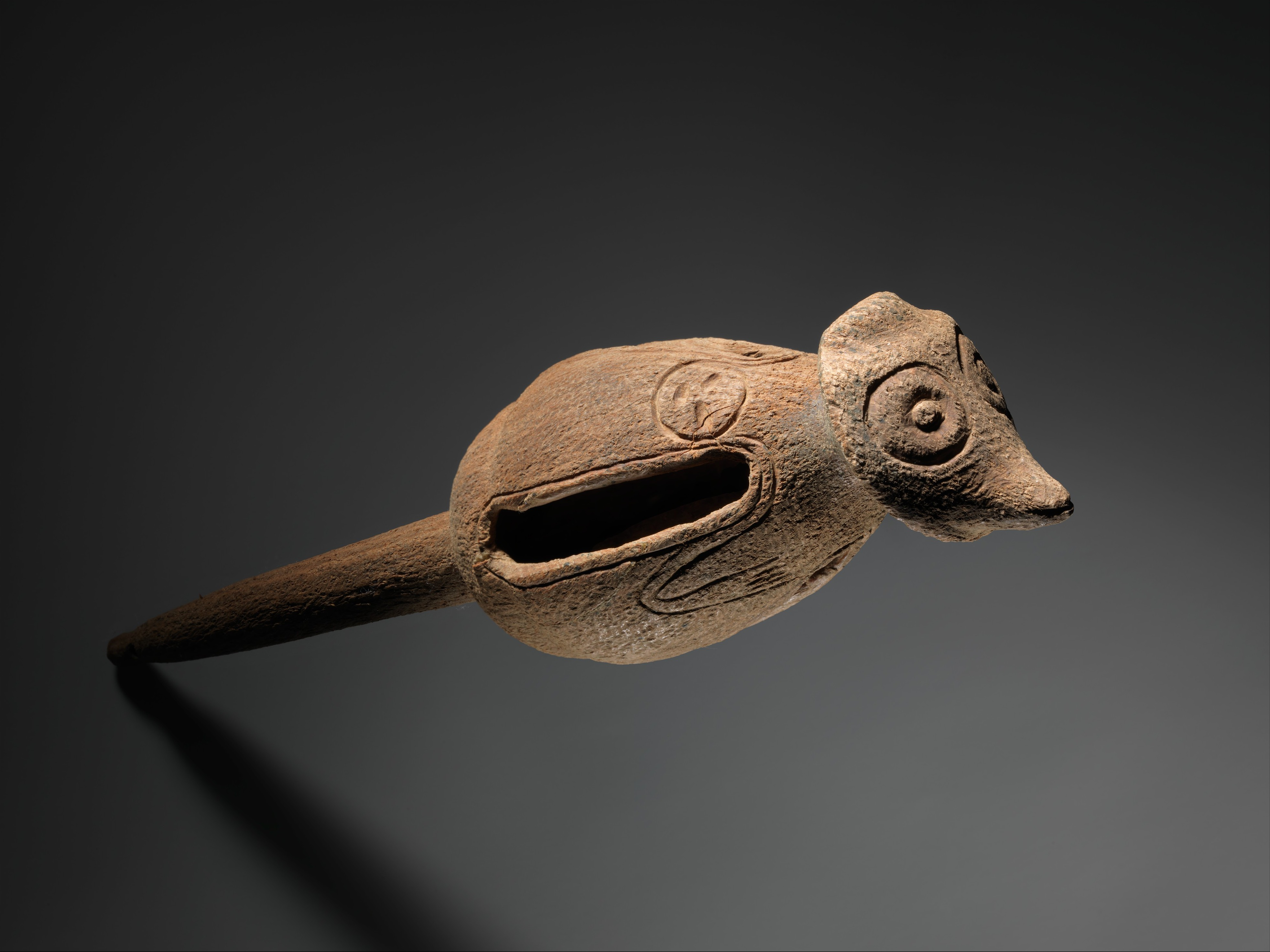
hochet
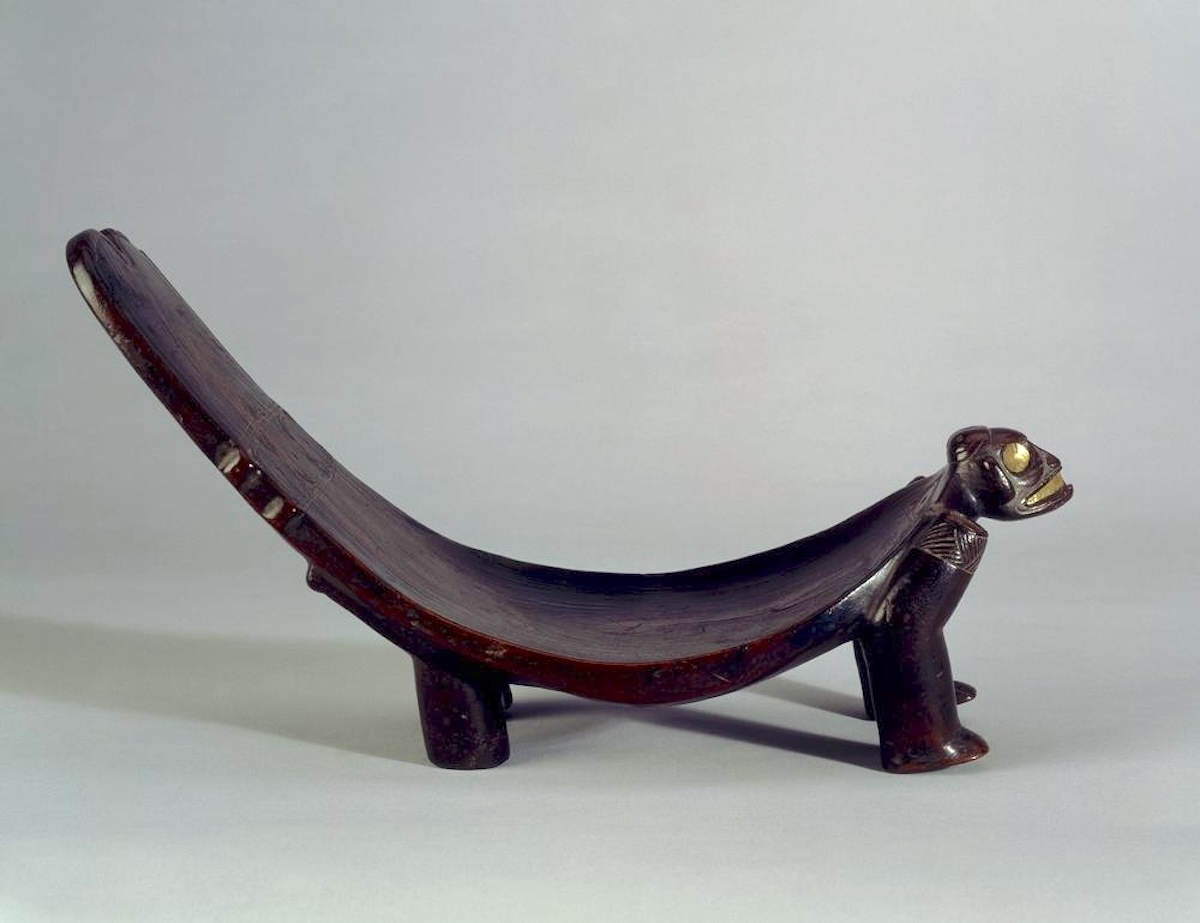
Siège rituel

## Génocide et épidémies
À l'arrivée des Espagnols, on estime que la population globale des Antilles était de 7 à 8 millions d'habitants. Sur l’île d'Hispaniola la majorité était des Taïnos. Cinquante ans après le début de la colonisation, pour les raisons évoquées ci-dessous, ils avaient quasiment tous disparus. Il subsiste des Taïnos à Porto Rico. On les trouve surtout dans le quartier de las Indieras de la municipalité de Maricao, au centre-est de l'île. Ils sont les survivants du massacre de 1511, qui fit suite à une rébellion contre les Espagnols, fomentée par Agüeybana II le brave. Les vaincus s'enfuirent dans les montagnes portoricaines où ils purent se cacher grâce à l'épaisseur des forêts. Cinq cents individus y ont survécu. Malgré un métissage avec d'autres ethnies qui arrivèrent à Porto Rico (parmi eux les Espagnols et les déportés africains), certains membres de ces communautés tainas résiduelles possèdent encore 98 % de sang taïno.
Les études de l'ADN mitochondrial (maternel), réalisées en 2002 par le Dr Juan Carlos Martínez Cruzado, ont permis de découvrir que 61,1 % des Portoricains et 15 % des Dominicains descendraient d'une femme taïno. Cet héritage de gènes des Taïnos dans la population portoricaine actuelle est confirmée en 2018 par l'analyse du génôme d'un squelette de femme taïno découvert dans une grotte de l'île d'Eleuthera (Bahamas),.
De nombreux historiens considèrent que l'ethnie disparut du fait du génocide commis par les Européens durant la conquête de la région, ou des maladies introduites par les colons. Bartolomé de las Casas raconte dans son Historia de las Indias qu'en 1508 il ne restait plus qu'environ 60 000 Taïnos sur l'île d'Hispaniola, ce qui implique que près de trois millions auraient succombé à cause des conflits armés, de l'esclavage et de l'exploitation des mines d'or — comme celle appelée Hatillo pueblo viejo — par rapport à la population qu'il avait pu y observer en 1494. Néanmoins, des études plus récentes remettent en question la fiabilité de ces estimations,. En 1531, l'exploitation des mines d'or, les suicides et les maladies avaient réduit ce nombre à 6 000, soit une diminution de 80 à 90 %.
La vision eurocentriste[Qui ?] prétend que lorsque les premiers navigateurs européens arrivèrent aux îles, les Taïnos étaient en train d'être vaincus par une ethnie rivale, les Kalinago. Certaines analyses[Lesquelles ?] contestent cette hypothèse et parlent plutôt d'un seul peuple constitué de plusieurs groupes. La société taïno se divisait environ en cinq royaumes contrôlés par des caciques, à qui elle payait des tributs.

#### Ouvrages scientifiques
- André Delpuech, Jean-Pierre Giraud, Albert Hesse, Archéologie précolombienne et coloniale des Caraïbes : [actes du 123e congrès national des sociétés historiques et scientifiques, Antilles-Guyane, 1998, Éditions du CTHS, Comité des travaux historiques et scientifiques, 2002, 375 p., 27 cm (ISBN 9782735504961, SUDOC 069954410).
- Jacques Kerchache (dir.), L'art des sculpteurs taïnos : chefs-d'œuvre des Grandes Antilles précolombiennes (exposition au musée du Petit-Palais, 24 février-29 mai 1994), Paris, Musées de la Ville de Paris, 1994, 269 p. (ISBN 2-87900-149-8, SUDOC 003179435)
- (es) Ramón Pané (frère), Mitología taína o eyeri, Ramón Pané y la relación sobre las antigüedades de los indios : el primer tratado etnográfico hecho en América : edición, análisis historiográfico y notas de Ángel Rodríguez Álvarez, San Juan, Porto Rico, Editorial Nuevo Mundo, 2009 (nouv. éd.), 406 p. (ISBN 978-0-9774940-8-8, SUDOC 150907788)
- (en) José R. Oliver, Caciques and Cemi Idols : The Web Spun by Taino Rulers Between Hispaniola and Puerto Rico, University of Alabama Press, 10 mai 2009, 306 p. (ISBN 978-0-8173-5515-9, SUDOC 146144422, lire en ligne)
- (en) Irving Rouse, The Tainos : rise and decline of the people who greeted Columbus, New Haven, Yale University Press, 1993, 211 p. (ISBN 0-300-05181-6)
- (es) Nahuel Sugobono (éd.), Leyendas, mitos, cuentos y otros relatos taínos : el primer pueblo que vio Cristóbal Colón, Buenos aires, Longseller, 2008, 94 p. (ISBN 978-987-550-780-7, SUDOC 168465949)
- (en) Lesley-Gail Atkinson, The Earliest Inhabitants : The Dynamics of the Jamaican Taíno, University of the West Indies Press, 2006, 215 p. (ISBN 978-976-640-149-8, lire en ligne)
- (en) Gabriel Haslip-Viera, Taíno Revival : Critical Perspectives on Puerto Rican Identity and Cultural Politics, Markus Wiener Publishers, 2001 (ISBN 978-1558762596, lire en ligne)
- Hervé Gallet, Les dévorés : Chroniques inavouables de Christophe Colomb, Cap Bear Edition, 2019 (ISBN 978-2350661926)

#### Romans jeunesse
- Élise Fontenaille, La Dernière Reine d'Ayiti, Arles, Rouergue, coll. « DoAdo », 2016, 99 p. (ISBN 978-2-8126-1048-6) - roman jeunesse / roman ado se déroulant à la fin du XVe siècle, lors de la colonisation des Taïnos en Haïti.

#### Autres ressources en ligne
- « Taïnos et Kalinagos des Antilles », sur Musée du quai Branly, du mardi 04 juin 2024 au dimanche 13 octobre 2024 (consulté le 15 juin 2024).
- Vincent Charpentier. Avec André Delpuech , « Les Taïnos, la fin d’un monde », sur France Culture : Carbone 14, 15 juin 2024 (consulté le 15 juin 2024).